# アップデート (miwaの曲)
「アップデート」は、日本のシンガーソングライター・miwaの楽曲。24枚目のシングルとして2018年5月9日に発売。

## 概要
本作品では、ジャケット写真（初回生産限定盤のみ）およびミュージック・ビデオにおいて、「アップデート」を表現するために、miwa本人が青髪ショートのヘアスタイルに初挑戦している。
ミュージックビデオではmiwaと花咲徳栄高校吹奏楽部等とのコラボが実現、生徒が振付を踊ったりブラス・マーチ等をしている。

## 収録曲

### 初回生産限定盤

#### CD
1. アップデート [4:18]
読売テレビ・日本テレビ系列テレビアニメ『僕のヒーローアカデミア』エンディングテーマ（第3期）。
コーラスは、「fighting-φ-girls」にも出演したOlivia Burrellが担当。
2. 3つの約束
フジテレビ系『痛快TV スカッとジャパン』内のコーナー「胸キュンスカッと」テーマソング。
なお、番組の同コーナーでは今作の以前よりテーマソングとして「441」が採用されており、同番組発のコンピレーションアルバム『ずっと好きでした。 presented by 胸キュンスカッと』（2017年7月5日発売）にも「441」が収録されている[4]。
3. Live Fast Die Young
日本テレビ系列『得する人損する人』春日東大企画応援ソング[5]。
東大受験に挑戦するオードリー春日を応援するために作曲。仮タイトルは「カスガヘ」。
2018年1月11日に配信限定リリース[5]。本作がCD初収録となる。
4. アップデート(Instrumental)
5. 3つの約束(Instrumental)
6. Live Fast Die Young(Instrumental)

#### DVD
1. 「アップデート」ビデオクリップ + メイキング

### 期間生産限定盤(アニメ盤)

#### CD
初回生産限定版のCDと同内容。

#### DVD
1. 僕のヒーローアカデミア Ending Non-Credit Movie

### 通常盤
初回生産限定版のCDと同内容。
| #  | タイトル                               | 作詞・作曲     | 編曲    | プロデュース      | 時間 |
| -- | -------------------------------------- | -------------- | ------- | ----------------- | ---- |
| 1. | 「アップデート」                       | miwa & NAOKI-T | NAOKI-T |                   | 4:18 |
| 2. | 「3つの約束」                          | miwa           | akkin   | miwa, nao & erica | 4:22 |
| 3. | 「Live Fast Die Young」                | miwa           | akkin   |                   | 3:53 |
| 4. | 「アップデート (Instrumental)」        |                |         |                   |      |
| 5. | 「3つの約束 (Instrumental)」           |                |         |                   |      |
| 6. | 「Live Fast Die Young (Instrumental)」 |                |         |                   |      |